# Buick Limited
Der Buick Limited war eine Serie von Personenkraftwagen, die in den Modelljahren 1931 bis 1942 von Buick als Nachfolger der Serie 129 in den USA gefertigt wurde. Bis 1935 hieß die Baureihe nur Serie 90, ab 1936 kam die Bezeichnung Limited dazu. Im Modelljahr 1940 gab es die Limited nicht nur als Serie 90, sondern auch als Serie 80, die vorher als Bezeichnung für den Roadmaster verwendet wurde.
Nach dem Krieg tauchte der Limited nur noch im Modelljahr 1958 als Serie 700 auf. Der Limited war stets das Spitzenmodell der Buick-Palette. Ab 1965 wurde Limited nur als Beiname für die jeweils höchste Ausstattungsvariante anderer Modellreihen verwendet.

## Baureihen

### Serie 90 (1931–1935)
1931 bot Buick sein Oberklassemodell Serie 90 mit einem großen Reihenachtzylindermotor mit 5650 cm³ Hubraum und einer Leistung von 104 PS (76 kW) bei 2800 min−1 an. Der Radstand war mit 3352 mm der größte der Modellpalette.
Es waren acht verschiedene Aufbauten verfügbar: ein Roadster, ein Cabriolet und ein Country-Club-Coupé mit jeweils zwei Türen und Limousinen mit fünf oder sieben Sitzplätzen, ein siebensitziger Phaeton und eine siebensitzige Pullman-Limousine mit vier Türen.
Im Folgejahr wuchs der Radstand auf 3404 mm und es gab auf Wunsch einen „Hochleistungsmotor“ mit 113 bhp (83 kW). Zwei Aufbauten kamen ebenfalls dazu: eine zweitürige Limousine und ein zweitüriges Phaeton-Cabriolet.
1933 wurde das Erscheinungsbild der Wagen komplett überarbeitet. Der Kühlergrill bekam eine leicht nach hinten geneigte leichte V-Form, die Kotflügel einen eleganteren Schwung, die Motorhaube auf jeder Seite drei große vertikale Lüftungsklappen und der Wagen wurde niedriger. Der Radstand stieg auf 3505 mm und der „Hochleistungsmotor“ entfiel wieder. Nur noch fünf verschiedene Aufbauten waren verfügbar: viertürige Limousinen mit fünf oder sieben Sitzplätzen, eine Limousine und ein Coupé mit jeweils zwei Türen und die Pullman-Limousine.
Nachdem 1934 die Serie 80 nicht mehr angeboten wurde, erbte die Serie 90, deren Radstand auf 3454 mm verringert worden war, das Coupé, das Cabriolet und das Phaeton-Cabriolet dieser Baureihe. Die Motorleistung stieg auf 116 PS (85 kW). Die auffälligen Lüftungsklappen an der Motorhaube waren zugunsten von je drei horizontalen, schmalen Lüftungsschlitzen wieder verschwunden.
Im Folgejahr bekamen die Wagen einen vertikalen Mittelsteg am Kühlergrill und alle Modelle der Serie 90 erhielten Fenster aus Sicherheitsglas. Technisch und an den Aufbauten änderte sich nichts. Der Buick Serie 90 war in jeweils unterschiedlichen Baujahren Vorbild für die sowjetischen Oberklasselimousinen L-1 und ZIS-101.
In fünf Jahren waren 43.321 Exemplare entstanden.

### Limited Serien 80 und 90 (1936–1942)
Ab 1936 erhielt die Serie 90 den Beinamen Limited. Dieser Name sollte auf die Exklusivität der Serie (begrenzte Fertigungszahlen) hinweisen. Den Motor teilte sich dieser Wagen wiederum mit dem etwas kleinerer Roadmaster und diesmal auch mit dem noch kleineren Century. Er hatte 5247 cm³ Hubraum und entwickelte eine Leistung von 120 PS (88 kW) bei 3200 min−1.
Der Radstand war wieder auf 3505 mm gewachsen und es waren nur vier Aufbauten: viertürige Limousinen mit fünf oder sieben Sitzplätzen, eine klassische Limousine mit Steilheck und die Pullman-Limousine erhältlich.
Im Folgejahr stieg die Motorleistung auf 130 PS (96 kW) und der Kühlergrill erhielt wieder horizontale Chromstäbe neben der verchromten vertikalen Chromleiste.
1938 wurde die klassische Limousine nicht mehr angeboten und die Motorleistung der anderen Modelle stieg auf 141 PS (104 kW). Der Radstand der Wagen wuchs auf 3556 mm.
1939 veränderte sich nichts in der Technik, aber die Rahmen von Windschutzscheibe und Heckfenster wurden in Edelstahl ausgeführt. Die Pullman-Limousine bekam eine absenkbare Glasscheibe zwischen Fahrersitz und Passagiersitzen.
1940 gab es neben der Serie 90 auch noch die vom Roadmaster übernommene Serie 80 als Limited. Die Serie 80 hatte mit 3378 mm einen kleineren Radstand als die unverändert aus dem Vorjahr übernommene Serie 90. Stilistisch wurden alle Karosserien komplett überarbeitet. Sie hatten keine Trittbretter mehr, dafür aber in die vorderen Kotflügel integrierte Scheinwerfern. Der Kühlergrill besaß horizontale Chromstäbe und hatte eine breite, in der Mitte stark erhöhte Form.
Die Serie 80 bot sechs verschiedene viertürige Aufbauten: Phaeton-Cabriolets mit Stufen- oder Fließheck, Limousinen mit und ohne separatem Kofferraum und klassische Limousinen in Normal- und Sport-Ausführung. Die Serie 90 hatte wiederum die drei bekannten Aufbauten aus dem Vorjahr.
Im Modelljahr 1941 waren die Scheinwerfergehäuse vollständig in den vorderen Kotflügeln aufgegangen, die an Volumen zugenommen hatten. Der Radstand nahm auf 3531 mm ab. Die Motorleistung stieg auf 165 PS (121 kW). Die Serie 80 wurde nicht mehr angeboten, aber die Serie 90 erbte von ihr die klassische Limousine.
1942, im letzten Jahr der Vorkriegsproduktion, bekam auch der Limited noch einmal ein neues Gesicht. Der flache, hufeisenförmige Kühlergrill trug nun wieder senkrechte Chromstäbe. Nach dem Krieg wurde der Limited zunächst nicht mehr aufgelegt.
In sieben Jahren entstanden 4316 Exemplare der Serie 80 und 16.106 Einheiten der Serie 90.

### Limited Serie 700 (1957–1958)
Zusammen mit den komplett überarbeiteten Modellreihen bot Buick ab Herbst 1957 auch wieder einen Limited als Spitzenmodell an. Die Fahrzeugfront zeigte einen Kühlergrill über die gesamte Fahrzeugbreite, über dem Doppelscheinwerfer thronten. Die Heckflossen wuchsen ins Riesenhafte und an den Seiten der hinteren Türen und hinteren Kotflügel gab es breite Flächen mit jeweils 15 schrägen Chromzierstreifen.
Die neue Serie 700 hatte, wie die Schwestermodelle der Serie 60 und der Serie 75, einen V8-Motor mit 5965 cm³ Hubraum und 300 PS (221 kW) Leistung bei 4600 min−1. Der Radstand betrug, wie beim Roadmaster, 3239 mm.
Drei Karosserievarianten wurden angeboten: eine viertürige Hardtop-Limousine, ein zweitüriges Hardtop-Coupé und ein zweitüriges Cabriolet. Im Folgejahr ersetzte der Electra 225 den Limited.
Im einzigen Produktionsjahr entstanden bis Sommer 1958 7436 Exemplare der Serie 700.

### Limited (ab 1965)
Ab 1965 erhielten die jeweiligen Spitzenmodelle der Buick-Serien den Beinamen Limited, so z. B. der Electra 225 oder der Century Limited. Dieser Name löste die früher übliche Bezeichnung der Topmodelle als Custom ab.